# جداء نقطي
الجداء النقطي أو الضرب النقطي أو الجداء القياسي أو الضرب القياسي أو الجداء السُّلَّمِيّ (بالإنجليزية: Dot product)‏ هو عمليةٌ جبرية بين متجهين ونتيجتها كمية قياسية.

## تعريف

### تعريف جبري عام
ليكن {\displaystyle E} فضاء متجهي حقيقي (معرف على حقل الأعداد الحقيقية {\displaystyle \mathbb {R} })
نعرف الجداء السُلمي على أنه كل دالة {\displaystyle \langle \cdot |\cdot \rangle }:
{\displaystyle {\begin{alignedat}{2}{\displaystyle \langle \cdot |\cdot \rangle }:\quad &E\times E\longrightarrow \mathbb {R} \\&(x,y)\longmapsto \displaystyle \langle x|y\rangle \\\end{alignedat}}}{\displaystyle \forall x,y,z\in E\quad {\mathcal {\forall }}a,b\in {\displaystyle \mathbb {R} }}
- {\displaystyle \langle x|y\rangle =\langle y|x\rangle }
- {\displaystyle \langle ax+by|z\rangle =a\langle x|z\rangle +b\langle y|z\rangle }
- {\displaystyle \langle x|x\rangle \geq 0}
- {\displaystyle \langle x|x\rangle =0\quad \Longleftrightarrow \quad x=0_{E}}

### تعريف علىRn{\displaystyle \mathbb {R} ^{n}}
الضرب القياسي الاعتيادي لمتجهتين {\displaystyle x=(x_{1},x_{2},...,x_{n})} و {\displaystyle y=(y_{1},y_{2},...,y_{n})} من {\displaystyle \mathbb {R} ^{n}} يعرف ويرمز له بـ 
{\displaystyle \langle x|y\rangle =\mathbf {x} \cdot \mathbf {y} :=\sum _{i=1}^{n}x_{i}y_{i}=x_{1}y_{1}+x_{2}y_{2}+\cdots +x_{n}y_{n}}
على سبيل المثال، في الفضاء ثلاثي الأبعاد {\displaystyle \mathbb {R} ^{3}}، الضرب القياسي لمتجهين {\displaystyle (1,-3,5)} و {\displaystyle (-1,-2,4)} هو :
{\displaystyle (-1,-2,4)\cdot (1,-3,5)=(-1)\times 1+(-2)\times (-3)+4\times 5=-1+6+20=25}

### تعريف هندسي

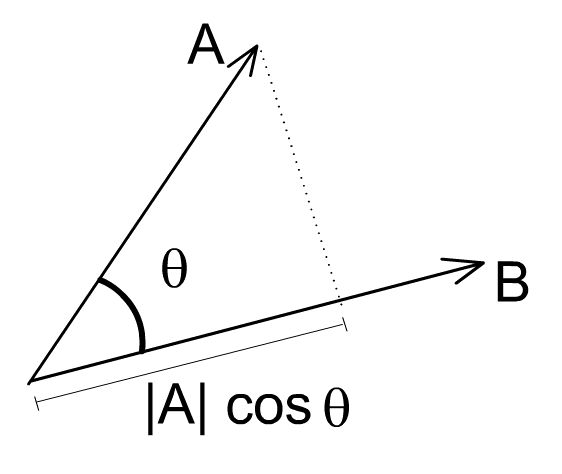
الجداء القياسي بين متجهتين تكونان زاوية حادة

في الفضاء الإقليدي، صيغة أخرى لحاصل الضرب القياسي
{\displaystyle \mathbf {A} \cdot \mathbf {B} =AB\cos \theta }
حيث A هو طول المتجه A وB هو طول المتجه B وθ هي الزاوية المحصورة بينهما.

## خصائص
1. تبديلي : {\displaystyle \mathbf {a} \cdot \mathbf {b} =\mathbf {b} \cdot \mathbf {a} .}
تنبثق هذه الخاصية من تعريف الجداء القياسي (θ هي الزاوية المحصورة بين a وb)
{\displaystyle \mathbf {a} \cdot \mathbf {b} =\|\mathbf {a} \|\|\mathbf {b} \|\cos \theta =\|\mathbf {b} \|\|\mathbf {a} \|\cos \theta =\mathbf {b} \cdot \mathbf {a} }
2. توزيعي على جمع المتجهات : (a.b + a.c = a.(b+c
3. تعامدي : متجهتان a وb مختلفتان عن الصفر يكونان متعامدتين إذا وفقط إذا توفر a.b = 0.
4. لا إلغاء :

### تطبيق لقانون الجيب التمام
{\displaystyle {\begin{aligned}\mathbf {c} \cdot \mathbf {c} &=(\mathbf {a} -\mathbf {b} )\cdot (\mathbf {a} -\mathbf {b} )\\&=\mathbf {a} \cdot \mathbf {a} -\mathbf {a} \cdot \mathbf {b} -\mathbf {b} \cdot \mathbf {a} +\mathbf {b} \cdot \mathbf {b} \\&=a^{2}-\mathbf {a} \cdot \mathbf {b} -\mathbf {a} \cdot \mathbf {b} +b^{2}\\&=a^{2}-2\mathbf {a} \cdot \mathbf {b} +b^{2}\\c^{2}&=a^{2}+b^{2}-2ab\cos \theta \\\end{aligned}}}

مثلث ضلعاه a وb تفصلهما زاوية θ.

وهذا هو قانون الجيب التمام. وتعبر أيضا عن خاصية الكاشي

## في الفيزياء
الجداء القياسي يعبر عن كميات عددية لا علاقة لها برسم شعاع مثل (الجهد، العزم ....)

## تعميمات

### الجداء الداخلي
انظر إلى فضاء متجهي معياري.